# Kountze
La ville de Kountze est le siège du comté de Hardin, dans l’État du Texas, aux États-Unis. Le recensement de 2010 a indiqué une population de 2 123 habitants.

## Démographie
Lors du recensement de 2010, la ville comptait une population de 2 123 habitants. Elle est estimée, en 2016, à 2 099 habitants.

## Source
- (en) Cet article est partiellement ou en totalité issu de l’article de Wikipédia en anglais intitulé « Kountze, Texas » (voir la liste des auteurs).